# コロマンソウ
コロマンソウ（別名 セキドウサクラソウ、学名：Asystasia gangetica）はキツネノマゴ科アシスタシア属の多年生草本。

## 特徴
高さ1 mほどで匍匐性、半日陰ではつる状となり5 m以上に伸びる。茎はやや四角形で縦条があり、多数分枝して接地した節から根を出し広がる。対生する葉は卵形で先端は尖り、薄い革質で側脈は5–7対、葉縁は波打つ。葉柄は約2 cm。花冠は漏斗型で長さ4 cm、径3.5 cmほどで、先端は5裂する。花は枝先に多くつき、花色は白、淡黄色、淡紫色、濃紫色など。萼は長さ7 mmほどで5裂する。
沖縄県における開花期は春（4–6月）と秋（10–12月）の年2回とも、冬季を除きほぼ周年開花（3–12月）ともされる。

## 分布と生育環境
インド - 東南アジア原産。原産地にアフリカを加える文献もあるが、英語版WikipediaにおいてはA. gangetica subsp. gangetica（狭義のコロマンソウ）は南 - 東南アジア原産で、A. gangetica subsp. micrantha（後述の亜種ヒメコロマンソウ）はアフリカ由来とみられると記され、原産地にアフリカを含む場合は広義のコロマンソウについて記したものと解釈される。

## 利用
インドや東南アジアでは観賞用に栽培されるほか、原野の乾燥地などにも自生。日本国内では沖縄県で公園や庭園、民家の庭などへ植栽される。性質は強健で、夏季の戸外の地被植物に向く。風当たりの弱い場所であれば生育旺盛でよく伸びる。放任すると高さ1 mを超えるため、地被状にするには開花後に刈り込むと良い。病虫害には極めて強いが、高温多湿が続くと黒さび病が発生することがある。繁殖は種子、挿し木による。西表島では栽培逸出が確認されている。

## 亜種または近縁種の分類
狭義のコロマンソウA. gangetica subsp. gangeticaに対して、ヒメコロマンソウA. gangetica subsp. micranthaは、YList等ではコロマンソウの亜種としているが、POWOではこの学名を別種A. intrusaのシノニムとしている。以下、ヒメコロマンソウについてはYList等の見解に沿って記述する。
ヒメコロマンソウA. g. micranthaの花は小さく径12 mmほど、花冠は白色で下側花弁に紫色の斑がある。青紫色で大きめの花をもつ基本亜種コロマンソウA. g. gangeticaより侵略性が高いとされ、ハワイやオーストラリア等では各地で栽培逸出が確認され、蔓延を防ぐためニューサウスウェールズ州のように販売が規制されている地域もある。
この他、コロマンソウやヒメコロマンソウとはやや異なる、径2.5 cmほどで花冠裂片先端がやや尖る花が、アシスタシア・インツルサ（またはアシスタシア・イントルサと表記）A. intrusaやアシスタシア・スカンデンスA. scandensの名称で温室等へ植栽、市販されている。

## ギャラリー
コロマンソウ（2025年6月 沖縄県石垣市）
- 淡紫色の花
- 白花の個体
- 白花
- 花序の形態
- 葉は対生する

ヒメコロマンソウ（2024年2月 沖縄県石垣市）
- 花
- 野生化個体

アシスタシア・インツルサと表記される淡紫色の花（2024年11月 名古屋市 東山動植物園）
- 花
- 植栽